# Compuertas, Tamaulipas
Compuertas är en ort i Mexiko.   Den ligger i kommunen Jaumave och delstaten Tamaulipas, i den centrala delen av landet, 500 km norr om huvudstaden Mexico City. Compuertas ligger 683 meter över havet och antalet invånare är 122.
Terrängen runt Compuertas är varierad. Runt Compuertas är det mycket glesbefolkat, med 4 invånare per kvadratkilometer. Närmaste större samhälle är San Antonio, 1,3 km öster om Compuertas. Trakten runt Compuertas består i huvudsak av gräsmarker.